# Paysandu SC
Az Paysandu Sport Club, egy brazil labdarúgócsapat, melynek székhelye Belém városában található. A Paraense állami bajnokságban, és az országos bajnokság másodosztályában szerepel. Becenevüket (Curuzú mumusa), az állami bajnokságban elért sikereiknek köszönhetik.

## Története
1914. február 2-án a Remo egyesületéből kivált fiatalemberek egy csoportja hozta létre a csapatot. Az első állami bajnoki címet 1920-ban abszolválták és egészen 1923-ig nem találtak legyőzőre. 1991-ben a Série B élén végeztek, így jogot szereztek az első osztályú tagságra.

## Sikerlista

### Állami
- 47-szeres Paraense bajnok: 1920, 1921, 1922, 1923, 1927, 1928, 1929, 1931, 1932, 1934, 1939, 1942, 1943, 1944, 1945, 1947, 1956, 1957, 1959, 1961, 1962, 1963, 1965, 1966, 1967, 1969, 1971, 1972, 1976, 1980, 1981, 1982, 1984, 1985, 1987, 1992, 1998, 2000, 2001, 2002, 2005, 2006, 2009, 2010, 2013, 2016, 2017

## Játékoskeret
2014-től
| # |     | Poszt | Név            |
| - | --- | ----- | -------------- |
|   | BRA | K     | João Gabriel   |
|   | BRA | K     | Matheus        |
|   | BRA | K     | Paulo Rafael   |
|   | BRA | V     | Airton         |
|   | BRA | V     | Charles        |
|   | BRA | V     | João Paulo     |
|   | BRA | V     | Lacerda        |
|   | BRA | V     | Leandro Silva  |
|   | BRA | V     | Marcio         |
|   | BRA | V     | Marquinhos     |
|   | BRA | V     | Pablo          |
|   | BRA | V     | Rodrigo Moraes |
|   | BRA | V     | Yago Pikachu   |
|   | BRA | KP    | Augusto Recife |
|   | BRA | KP    | Araujo         |

| # |     | Poszt | Név              |
| - | --- | ----- | ---------------- |
|   | BRA | KP    | Billy            |
|   | BRA | KP    | Bruninho         |
|   | BRA | KP    | Chileno          |
|   | BRA | KP    | Djalma           |
|   | BRA | KP    | Héverton         |
|   | BRA | KP    | Marcos Paraná    |
|   | BRA | KP    | Murilo           |
|   | BRA | KP    | Ricardo Capanema |
|   | BRA | KP    | Vanderson        |
|   | BRA | KP    | Zé Antônio       |
|   | BRA | CS    | Dennis           |
|   | BRA | CS    | Heliton          |
|   | BRA | CS    | Jô               |
|   | BRA | CS    | Leandro Carvalho |
|   | BRA | CS    | Lima             |